# キマダラカメムシ
キマダラカメムシ（学名: Erthesina fullo）は、カメムシ目カメムシ科の昆虫。カメムシの一種。

## 形態
成虫の体長は20-23mm。国内に生息するカメムシ亜科最大種である。体格に性差は殆ど無い。『大型の美しいカメムシ』であり、幼虫も体色に『変化があって美しい』と評される。
頭部は複眼より前方の吻が長く、面長な様相である。触角は黒褐色だが先端第１節の根元に白い帯がある。前胸側縁は棘状にとがる。体色は艶の無い黒褐色に、前胸背板から前翅に淡黄色の細かい斑点が密生し、また、同じく淡黄色の線条が頭部〜前胸背板の正中線上に走り、頭部背面の縁取りも同じ色である。腹部も節ごとに黒褐色と淡黄色が繰り返される縞模様を呈し、背面のたたまれた前翅、後翅の両側面に、その模様が露出する。
幼虫の体色は黒褐色をしていない。若齢幼虫は淡褐色に黒と朱の横縞模様が背面全体に並び、老熟幼虫は粉を吹いたような暗い灰色に、規則的なオレンジ色の星が並ぶ。

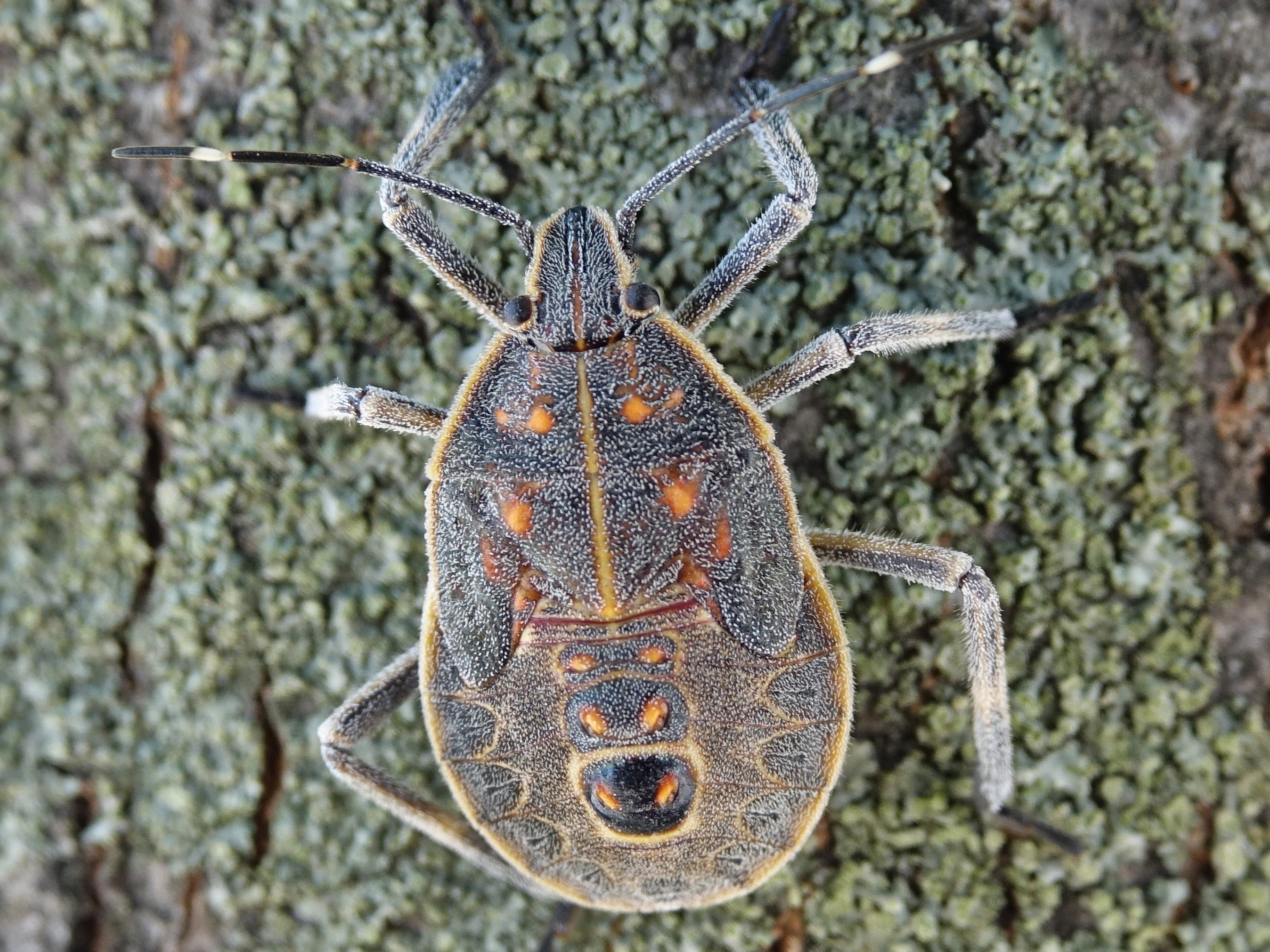
老熟幼虫の背には星が並ぶ
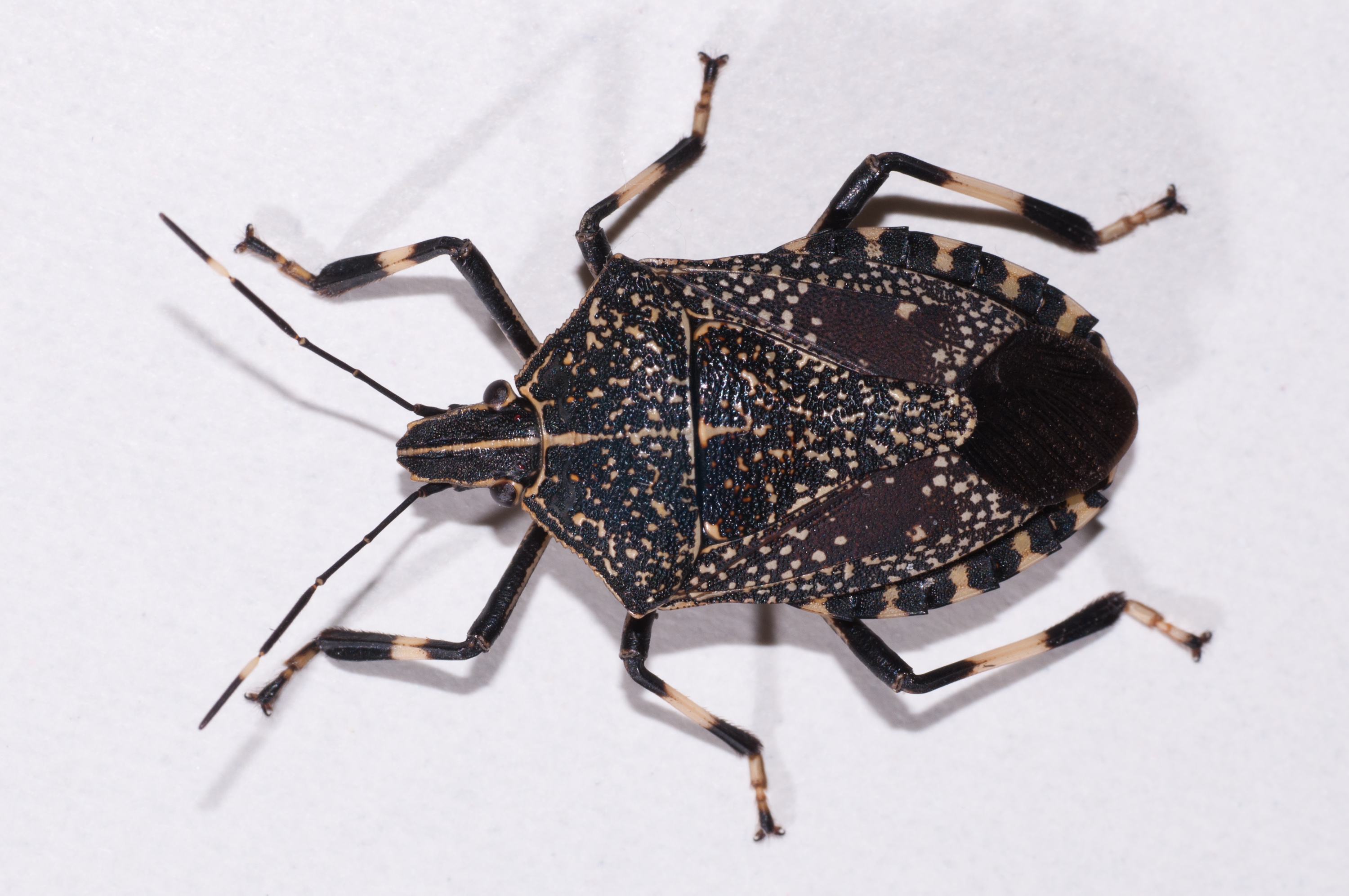
成虫

## 生態

### 分布
日本（九州・沖縄本島・石垣島）、台湾、中国、東洋区。ただし後述のように日本での分布域は広がりつつある。

### 食性
食草はサクラ、カキノキ、フジ、ニセアカシア、クワ、エノキ、ウメが確認され、カキに関してはその果実（渋柿）からも盛んに吸汁し、またリンゴの果実も飼育下で代用食となる。

### 生息環境
市街地、都市部の街路樹、庭木などで普通にみられ、食草も広範にわたる。幼虫、成虫ともに4-11月に出現、活動する。産卵場所となる樹木はソメイヨシノ、シダレザクラが知られている。
アオカメムシやクサギカメムシ等が山林部からしばしば大発生するのと異なり、本種は都市部近郊を好むようである。江戸時代には来日していながら近年まで生息地が広がらなかったのもこの性質の影響が考えうる。図体と相まって人目につきやすいだけで、実際の個体数はまだ多くないと考えられる。
成虫で越冬する

### 人間との関係
近年になり広範囲で確認されるようになっているが、生態系や農作物への具体的影響はまだ定かでない。強烈な臭害で知られるクサギカメムシに似てさらに大型だが、本種も臭いとも、臭くないとも証言が一致しない。

### 侵入経路
本種は台湾から東南アジアを原産地とする外来生物である。日本国内には長崎県出島から侵入し、その後各地に分布を拡げたとみられている。
本種は江戸時代に来日し、日本の生物を研究したことで知られるツンベルクによって長崎の出島で採集された標本を元に、彼自身が新種記載したものである。ちなみに記載は1783年で、採集は1770年代と考えられる。つまりタイプ産地は日本の長崎である。
原記載には長崎出島では極めて普通、との記述もあった由で、ところがその後、150年にわたって再発見がなかった。それが150年後の1934年頃に長崎市を中心とした県内各地で採集されるようになった。1935年にはその生活史に関する報告がなされている。その状況は石井他編(1950)の『本種は九州長崎地方にのみ産し』という記述に反映されている。
その後次第にその分布域を広げ始め、安永他(1993)では長崎、福岡、佐賀県がその範囲としてあげられている。愛知県では2011年に最初に発見され、2016年の段階では名古屋市の街路樹のハナミズキで多数観察されるようになっている。東京で最初に発見されたのはこれを遡って2008年のことであり、石川他編(2012)の段階ではその分布域は九州、本州の中国地方、近畿地方と、それに愛知県、東京都となっている。他に沖縄と石垣島が分布域となっており、分布域は更に拡大してゆくだろうとの推測が記されている。
日本本土のものは台湾や東南アジアのものより中国のものに近い。他方、石垣島でも採集されており、こちらは台湾からの移入によると考えられる。